# Пьяцца делла Фрутта (Падуя)

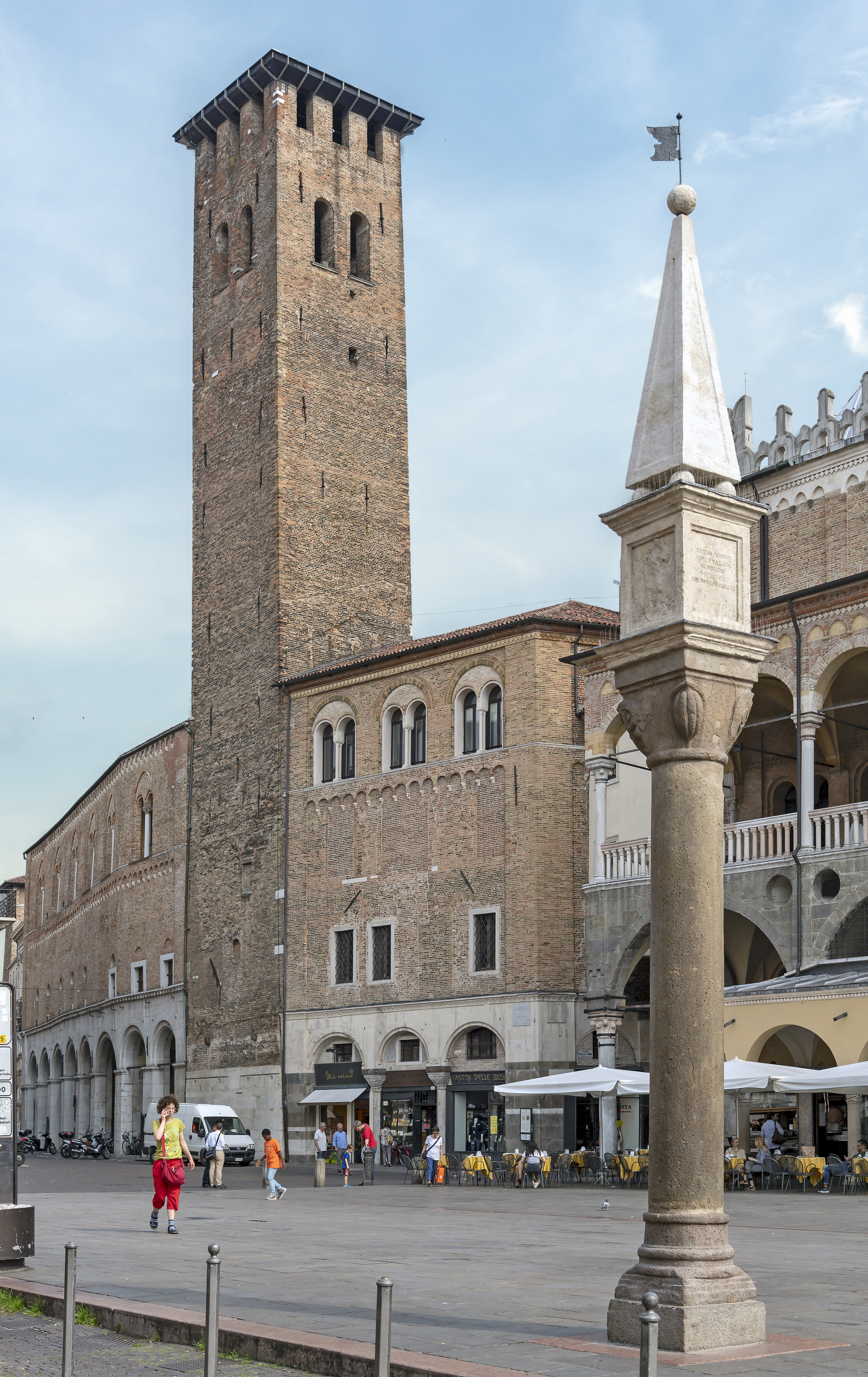
Колонна Перонио

Пьяцца делла Фрутта (итал. Piazza della Frutta, в переводе — Площадь фруктов) — одна из площадей исторического центра Падуи. На протяжении веков, вместе с площадью Пьяцца делле Эрбе, является коммерческим центром города, на которых расположен один из крупнейших рынков Италии. Среди исторической застройки на площади доминируют Палаццо делла Раджоне, часть здания Палаццо Комунале и башня Торре дельи Анциани. По воздвигнутой на площади колонны Перонио площадь получила своё второй название — Пьяцца дель Перонио.

## История
В доримские времена этот район был оживленным центром общественной жизни, о чем свидетельствуют многочисленные археологические находки. Пространство будущей площади было центром торговли уже в эпоху империи, но нынешний облик Пьяцца делла Фрутта сложилась в X—XI веках. Пространство было занято многочисленными лавками и ларьками, торгующими всевозможными товарами, особенно овощами и птицей. Строительство Палаццо делла Раджоне в начале XIII века одной из задач имело попытку упорядочить многочисленные торговые точки: под залом разместились продавцы тканей и мехов, а у подножия лестниц дворца, выходящих на площадь — палатки для продавцов птицы и дичи (Скала деи Осей, на восточной стороне площади) и фруктов и овощей (Скала де Эрбе, на западной). В центре площади размещались передвижные палатки продавцов обуви и кожаных изделий. Под Торре-дельи-Анциани размещались продавцы соли, а в углу, позже названном Кантон-де-Бюзи, были вырезаны принятые в Падуе единицы измерения, которые можно было использовать для контроля сделок. Джованни да Ноно в своем «Визио Эгидии» свидетельствовал о расширении Палаццо делла Раджоне в 1309 году и очередной перепланировке и упорядочивании торговых точек того времени. В XVII—XVIII веках средневековые дома на севере площади были перестроены с перестройкой портиков и их арок в едином стиле. В первой половине XIX века были окончательно ликвидированы балконы, поддерживаемые деревянными колоннами домов на западной и северной стороне площади, а в начале XX века для увеличения пространства была сдвинута линия домов на восточной стороне.

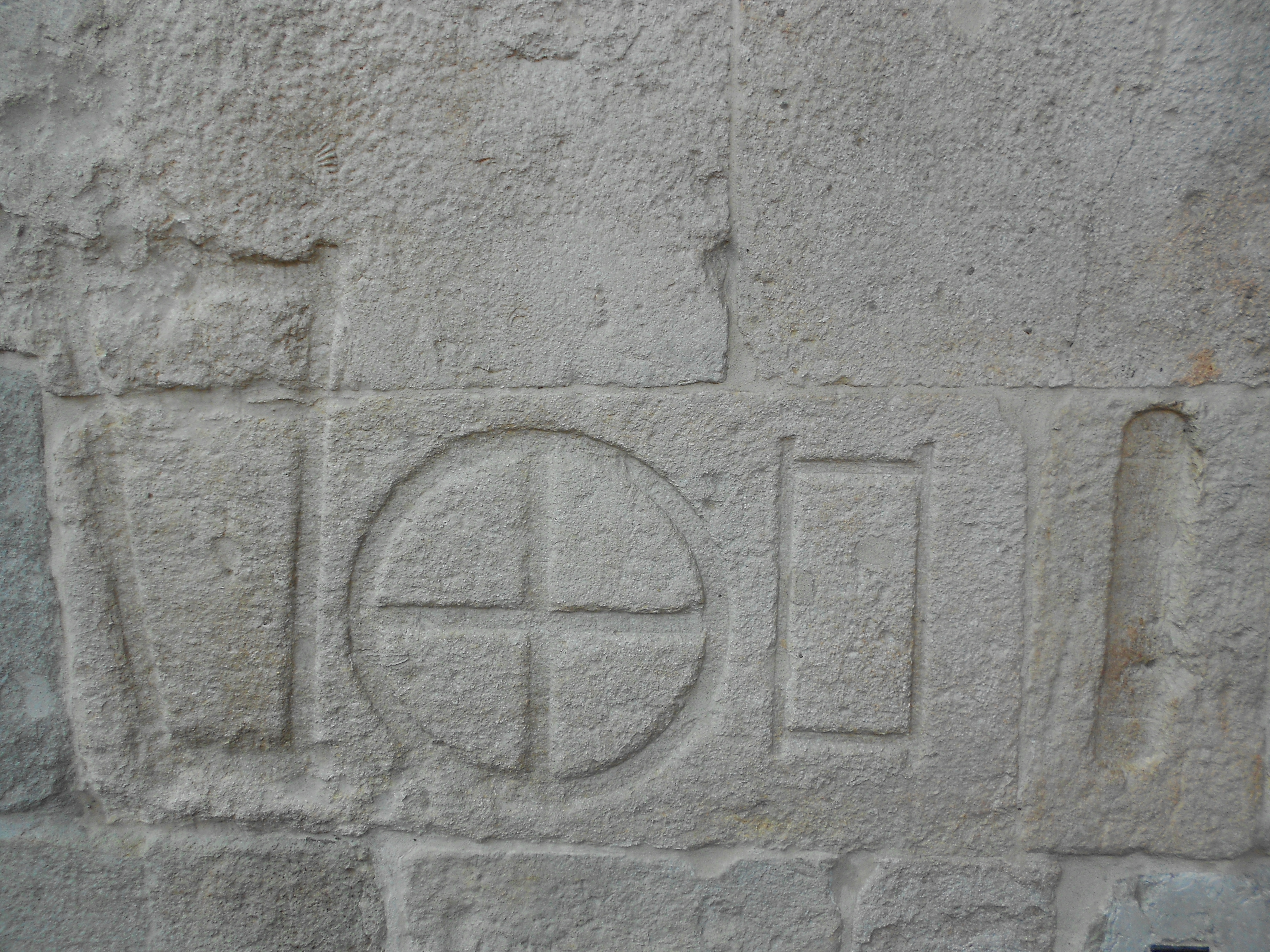
Падуанские единицы измерения в кантоне де Бюзи.

На площади расположены одни из старейших магазинов Падуи: под лоджией Палаццо дель Консильо находится старинная аптека «Ai Due Catini d’Oro», существовавшая уже в XVIII веке; кондитерская «Грациати» основана в 1919 году и занимает часть портика с залами XII века.

## Колонна Перонио
Перонио — средневековая колонна, расположенная в центре площади Пьяцца делле Фрутта. Возможно, её использовали в качестве центральной опоры для навесов от солнца и как маркер для расстановки утром передвижных прилавков площади. Её название происходит от латинского perones, кожаной обуви, которая продавалась на передвижных прилавках в центре площади. Её украшает капитель, по углам которой изображены тыква, пальма, айва, грушевое дерево, а затем венчает небольшой обелиск из истрийского камня со старинным флюгером, на котором вырезаны барельефы с изображением герба города и Святого Просдоция, покровителя Падуи. Колонна была перенесена на Прато делла Валле почти на столетие, но в середине 1990-х годов был восстановлена на своём историческом месте.

## Связанные статьи
- Пьяцца делле Эрбе (Падуя)
- Площадь Синьории (Падуя)